# Cyclosa oculata
Cyclosa oculata är en spindelart som först beskrevs av Charles Athanase Walckenaer 1802.  Cyclosa oculata ingår i släktet Cyclosa och familjen hjulspindlar. Inga underarter finns listade i Catalogue of Life.